# Lídia Pujol

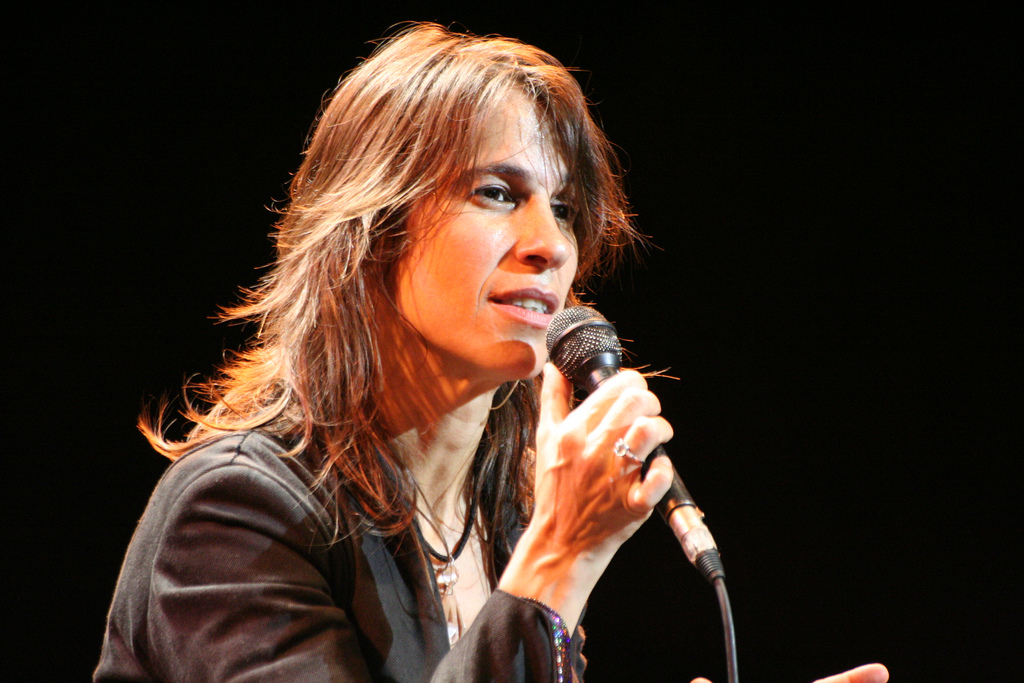
Lídia Pujol (2008)

Lídia López Pujol (* Oktober 1968 in Barcelona) ist eine spanische Cantautora (Liedermacherin) und Weltmusikkünstlerin.

## Leben und Wirken
Pujol wuchs in Barcelona auf; die Schauspielerin Roser Pujol ist ihre Schwester. Ihre Ausbildung begann sie am Taller de Músics, wo sie zunächst bei Xavier Garriga und Errol Woisky studierte, später bei Margarita Sabartés, Jordi Parellada und Susanna Domènech. Dann setzte sie ihre Ausbildung  zwei Jahre lang an der Theaterschule bei Ramon Llimox fort; zudem belegte sie einen Gesangskurs bei S. Chun-Tao Cheng.
1995 arbeitete Pujol mit der Sängerin, Gitarristin und Komponistin Sílvia Comes; dieses Duo veröffentlichte die beiden Alben Sílvia Comes y Lídia Pujol und Al Entierro de una Hoja Seca van dos caracoles. Weiterhin nahm sie an zahlreichen europäischen Konzerttourneen, Theaterproduktionen und Poesieveranstaltungen teil mit Victor Valls, Jordi Rallo, Els Trobadors, Allen Ginsberg, Pep Munné, Josep Costa, Mayte Martín, Miguel Poveda, Chicuelo, Gerard Quintana, Dani Nello, Factoria Mascaró (unter der Regie von Chico Bouchiki), Lino Brito, Umberto Eco, Miriam Iscla, Philippe Lafeuille, Sergi Belbel, Calixto Bieito, und Carles Gómez. Zu ihren musikalischen Partnern zählten Miquel Gil und Psàlite, Toni Xuclà, Sopa de Cabra, Òscar Roig, Jackson Browne, Pedro Guerra, Nightnoise, Joan Figueres, Pat McDonald, Jabier Muguruza und Brian Dunning, später auch mit Dulce Pontes, Kepa Junkera, Lluís Llach, Albert Pla und Josep Traver.
Pujol hatte damit zunächst den Ruf einer „spanischen Chrissie Hynde“. Sie wagte sich gesanglich in viele Genres und Sprachen und interpretierte sogar sephardische und mittelalterliche Musik, Rock, Pop und Jazz. Für sie hing das damit zusammen, dass sie der Generation katalanischer Musiker angehört, die sich nach dem Ende der Franco-Diktatur vom Regionalen abwandte und einen weltweiten Austausch anstrebte. Daher war sie zunächst auch nicht Teil der katalanischen Protestsong-Kultur. Erst kurz vor der Jahrtausendwende entdeckte sie für sich die katalanische Sprache als musikalisches Ausdrucksmittel.
Dann entstanden Pujols Album Iaie (2003), das auf Texten von Jacques Prévert basiert, gefolgt von ihrem zweiten Werk Els Amants de Lilith (2007). Beide CDs wurden von der Kritik mit Begeisterung aufgenommen. Ihr Album Mariam Matrem ist in Auseinandersetzung mit Àngela Volpinis Buch La cualidad humana entstanden. 2017 dokumentierte sie mit dem Album und dem Buch Iter Luminis das gleichnamige Projekt, bei dem sie in den Jahren zuvor Klöster und andere Orte Kataloniens bereiste, um mit der  ihr zur Verfügung stehenden Vielfalt an Musik zu konzertieren und ihren Weg der Identität zu finden. 2018 präsentierte sie beim internationalen Festival Grec de Barcelona eine multimediale Bühnenshow, in der sie sich mit dem Werk von Raimon Panikkar auseinandersetzte. Die Aufnahme des Konzerts wurde 2019 als CD einer Sonderedition von Panikkars Buch Iniciació als Veda beigelegt. 2021 erschien ihr Album Conversando con Cecilia mit einer Auswahl von Liedern der Cantautora Cecilia (1948–1976), deren Werk damals von der Franco-Zensur verändert wurde, wobei sie nun deren ursprünglichen, unzensierten Text in eigenen Versionen vorstellte.